# Cyclolimnichus jaechi
Cyclolimnichus jaechi är en skalbaggsart som beskrevs av Carles Hernando och Ignacio Ribera 2000. Cyclolimnichus jaechi ingår i släktet Cyclolimnichus och familjen lerstrandbaggar. Inga underarter finns listade i Catalogue of Life.